# Hokkaido Air System
Hokkaido Air System Co., Ltd. (japanisch 株式会社北海道エアシステム Hokkaidō Ea Shisutemu Kabushiki-gaisha), kurz HAC, ist eine japanische Regionalfluggesellschaft mit Sitz in Chitose. Sie ist ein Tochterunternehmen der Japan Airlines.

## Geschichte
Hokkaido Air System wurde 1997 gegründet und nahm den Flugbetrieb 1998 auf. Das Unternehmen war ein Tochterunternehmen der Fluggesellschaft Japan Air System, die später mit Japan Airlines fusionierte.
Am 1. April 2006 wurde die letzte Route, Hakodate-Okushiri, der insolventen Air Hokkaido übernommen.
Im März 2011 verließ HAC die JAL-Group aufgrund deren Umstrukturierung. HAC befand sich nun im Besitz von der Regierung von Hokkaidō (36,5 %), Japan Airlines (14,5 %), Sapporo (13,5 %) und zu 35,5 % im Streubesitz.
Im August 2013 wurde Japan Airlines durch die Liberaldemokratische Partei aufgefordert, die finanziell angeschlagene Hokkaido Air System wieder zu ihrem Tochterunternehmen zu machen.
Im Oktober 2014 stieg der Anteil von Japan Airlines auf 51,2 %, wodurch HAC wieder zu einem Tochterunternehmen der JAL wurde. Auf der Farnborough International Airshow 2018 unterzeichnete die Fluggesellschaft eine Absichtserklärung zum Kauf von zwei ATR 42-600 als Ersatz für die alternden Saab 340.

## Flugziele
Hokkaido Air System bedient von Hakodate regionale Ziele für die Muttergesellschaft Japan Airlines.

## Flotte

### Aktuelle Flotte
Mit Stand Januar 2025 besteht die Flotte der Hokkaido Air System aus vier Flugzeugen mit einem Durchschnittsalter von 3,5 Jahren:
| Flugzeugtyp | Anzahl | bestellt | Anmerkungen | Sitzplätze |
| ----------- | ------ | -------- | ----------- | ---------- |
| ATR 42-600  | 4      |          |             | 48         |
| Gesamt      | 4      | –        |             |            |

### Ehemalige Flugzeugtypen
In der Vergangenheit setzte Hokkaido Air System bereits folgenden Flugzeugtypen ein:
- Saab 340B